# Kathryn Sullivan

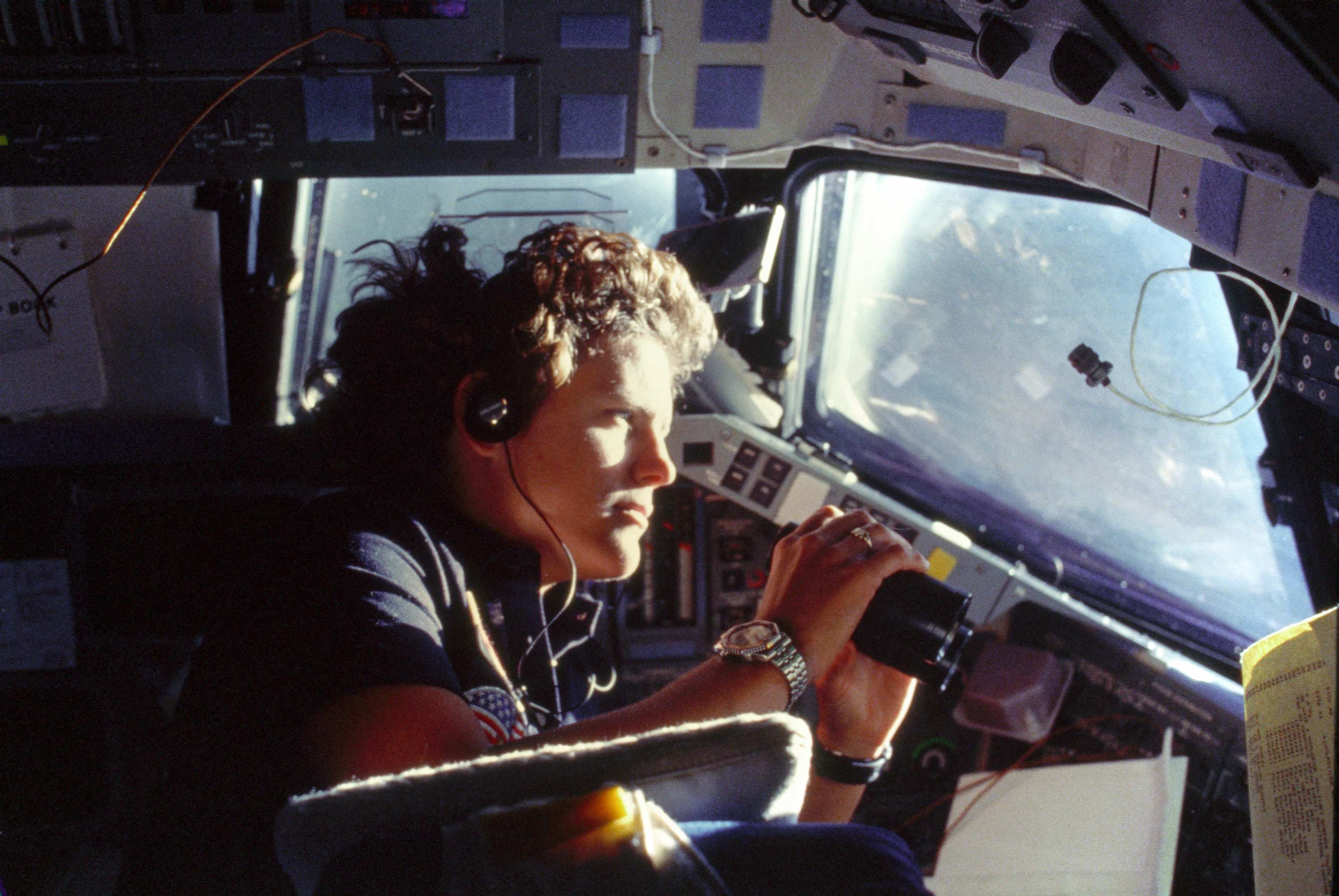
Kathryn Sullivan ogląda Ziemię z kabiny wahadłowca Challenger (1984)

Kathryn Dwyer Sullivan (ur. 3 października 1951 w Paterson w stanie New Jersey) – amerykańska geolog i była astronautka NASA. Uczestniczka trzech misji promów kosmicznych, jako pierwsza Amerykanka wykonała spacer kosmiczny i jest jedynym człowiekiem, który był zarówno w kosmosie jak i w najgłębszym miejscu oceanu (Głębia Challengera).

## Życiorys
W 1973 roku ukończyła kierunek nauk o Ziemi na University of California, Santa Cruz. W 1978 roku otrzymała doktorat z geologii na Dalhousie University w Halifaksie.
W styczniu 1978 roku została przyjęta na szkolenie w korpusie astronautów NASA, astronautką została w sierpniu 1979 roku.
Jako specjalistka misji wzięła udział w trzech lotach wahadłowców: STS-41G (5–13 października 1984), STS-31 (24–29 kwietnia 1990) oraz STS-45 (24 marca – 2 kwietnia 1992).
W 1993 roku opuściła NASA i objęła posadę głównego naukowca (Chief Scientist) w Amerykańskiej Narodowej Służbie Oceanicznej i Meteorologicznej (NOAA). W latach 1996–2006 była prezesem i dyrektorem centrum naukowego COSI (Center of Science & Industry) w Columbus, a później została pierwszym dyrektorem jednego z centrów edukacyjnych Ohio State University.
Od 28 lutego 2013 roku pełniła obowiązki podsekretarz handlu ds. oceanów i atmosfery i administrator Amerykańskiej Narodowej Służby Oceanicznej i Meteorologicznej (NOAA), została zatwierdzona na to stanowisko przez Senat 6 marca 2014 roku i pełniła tę funkcję do końca administracji Baracka Obamy 20 stycznia 2017.
Stowarzyszenie Uczestników Lotów Kosmicznych (Association of Space Explorers) przyznało jej Universal Astronaut Insignia za lot orbitalny (nr 150).

## Wykaz lotów
| Loty kosmiczne, w których uczestniczyła Kathryn Sullivan                | Loty kosmiczne, w których uczestniczyła Kathryn Sullivan | Loty kosmiczne, w których uczestniczyła Kathryn Sullivan | Loty kosmiczne, w których uczestniczyła Kathryn Sullivan | Loty kosmiczne, w których uczestniczyła Kathryn Sullivan | Loty kosmiczne, w których uczestniczyła Kathryn Sullivan | Loty kosmiczne, w których uczestniczyła Kathryn Sullivan |
| №                                                                       | Data startu                                              | Statek kosmiczny                                         | Data lądowania                                           | Statek kosmiczny                                         | Funkcja                                                  | Czas trwania                                             |
| ----------------------------------------------------------------------- | -------------------------------------------------------- | -------------------------------------------------------- | -------------------------------------------------------- | -------------------------------------------------------- | -------------------------------------------------------- | -------------------------------------------------------- |
| 1                                                                       | 5 października 1984                                      | STS-41-G Challenger F-6                                  | 13 października 1984                                     | STS-41-G Challenger F-6                                  | specjalista misji (MS-3)                                 | 8 dni 5 godzin 23 minuty i 33 sekundy                    |
| 2                                                                       | 24 kwietnia 1990                                         | STS-31 Discovery F-10                                    | 29 kwietnia 1990                                         | STS-31 Discovery F-10                                    | specjalista misji (MS-3)                                 | 5 dni 1 godzina 16 minut i 5 sekund                      |
| 3                                                                       | 24 marca 1992                                            | STS-45 Atlantis F-11                                     | 2 kwietnia 1992                                          | STS-45 Atlantis F-11                                     | specjalista misji (MS-1)                                 | 8 dni 22 godziny 9 minut i 25 sekund                     |
| Łączny czas spędzony w kosmosie – 22 dni 4 godziny 49 minut i 3 sekundy |                                                          |                                                          |                                                          |                                                          |                                                          |                                                          |